# Herb Wronek
Herb Wronek – jeden z symboli miasta Wronki i gminy Wronki w postaci herbu.

## Wygląd i symbolika
Herb przedstawia na tarczy o srebrnym polu (białym) wizerunek czarnej wrony, zwróconej heraldycznie w lewo.
Herb Wronek jest herbem mówiącym, ponieważ nawiązuje do nazwy miasta.

## Historia
Wizerunek herbowy znany jest od XVI wieku. W 2023 zmieniono herb między innymi poprzez usunięcie zielonej murawy, po której kroczyła wrona.